# 9K120 Swir
9K120 Swir (ros. Свир) – rosyjski system przeciwpancernych pocisków kierowanych strzelający pociskami 9M119, analogiczny do systemu 9K119 Refleks, ale montowany w czołgach T-72B. Jedną z różnic systemu Swir w porównaniu do systemu Refleks jest potrzeba zatrzymania czołgu w celu oddania strzału. Do półautomatycznego naprowadzania pocisku w kodowanej wiązce laserowej służy uniwersalny dzienno-nocny przyrząd celowniczy 1K13-49.
Oznaczenie NATO – AT-11 Sniper.